# East Horndon
East Horndon – wieś w Anglii, w hrabstwie Essex, w dystrykcie Brentwood. Leży 20 km na południowy zachód od miasta Chelmsford i 35 km na wschód od Londynu. W 1931 roku civil parish liczyła 440 mieszkańców.